# Arat de Sició
Arat (grec antic: Ἄρατος, llatí: Aratus; 271 aC-213 aC) fou un cap de la Lliga Aquea nadiu de Sició.

## Biografia
Fill de Clínies, va néixer a Sició l'any 271 aC. El seu pare va morir a mans d'Abàntides, i a Arat el salvà la dona d'un oncle, Soso, que el va portar a Argos, on es va criar.
A vint anys, amb ajuda d'alguns argius, va aconseguir el poder a Sició deposant l'usurpador Nícocles l'any 251 aC i tot seguit va fer entrar la ciutat Lliga Aquea. Gràcies al lideratge d'Arat, va obtenir l'aliança de Ptolemeu III Evèrgetes I.
El 245 aC va ser nomenat estrateg de la Lliga, càrrec que va repetir el 243 aC. En aquesta ocasió va ocupar Corint, expulsant als macedonis. Mègara, Trezè, Epidaure, Argos, Cleones i Megalòpolis es van unir a la Lliga. També va derrotar els etolis, que havien fet una expedició de saqueig cap al Peloponnès, a Pel·lene. Va tornar a ser estrateg de la Lliga en diverses ocasions.
La força de la Lliga va alertar a Etòlia i Esparta, que van formar la Lliga Etòlia. Arat es va aliar llavors amb Antígon III Dosó de Macedònia, però li va haver de retornar Corint. Ptolemeu d'Egipte es va aliar a Esparta. Després de les batalles de Licèon, Megalòpolis i Hecatombèon, prop de Dime, on els aqueus es van emportar la pitjor part, Arat va perdre la confiança del poble, i una moció de censura li va treure els càrrecs. Esparta va assolir la direcció de la Lliga i va dictar les seves condicions a Grècia.
Les guarnicions aquees de Trezè, Epidaure, Argos, Hermíona, Pel·lene, Càfies, Fliünt, Fèneos i Corint, refugiades a les ciutadelles, es van haver de rendir. Cleòmenes va assetjar Sició que es va mantenir lleial a Arat, i aquest va reunir les seves forces i amb vaixells va passar cap a Eubea i es va presentar des d'allí a l'istme de Corint. Cleòmenes III d'Esparta va aixecar el setge de Sició i va anar a defensar Corint, però per un hàbil cop, Arat es va apoderar d'Argos on la guarnició espartana va quedar assetjada a la ciutadella. Cleòmenes va haver d'entregar Corint a Antígon III però va arribar massa tard per combatre Arat i per la seva part el rei macedoni ja no va haver d'intervenir i es va retirar cap a Mantinea i després cap a Macedònia.
Arat va fer elegir a Antígon III com a general de la Lliga i va establir els seus quarters d'hivern a Sició i Corint. La batalla final es va lliurar l'any 222 aC a Sel·làsia i Antígon III va morir, però es va posar fi a l'hegemonia d'Esparta.
El nou rei Filip V de Macedònia va voler controlar la Lliga Aquea i va intentar que els seus estats fossin una dependència del regne. Els etolis es van apoderar de Clàrion, fortalesa prop de Megalòpolis, des d'on van fer expedicions de saqueig, fins que Timoxen, general de la Lliga, va recuperar la fortalesa.
Pel mateix temps, els generals etolis Dorímac i Escopes feien incursions a Feres i Patres, i arribaven fins a la frontera de Messènia. Arat va reunir les seves forces a Megalòpolis i els etolis, considerant que les seves forces eren inferiors, es van disposar a evacuar el país. Arat va llicenciar les tropes pensant que la feina ja estava feta però els etolis van tornar i van acampar a Metídrion, quan Arat només tenia quatre mil soldats. Arat va ser derrotat en l'enfrontament que va seguir. Després el van jutjar pel llicenciament de les tropes però en va sortir absolt.
L'any 218 aC va derrotar els etolis, eleus i lacedemonis. El 217 aC va ser nomenat per dissetena vegada general de la Lliga.
Va morir el 213 aC segons Plutarc i Polibi pels efectes d'un verí subministrat pel rei Filip V de Macedònia. Va rebre honors de la Lliga.
Arat va escriure una obra anomenat Comentaris, que era una història del seu temps fins al 220 aC.